# Tešedíkovo
Tešedíkovo (in ungherese Pered) è un comune della Slovacchia facente parte del distretto di Šaľa, nella regione di Nitra.

## Gemellaggio
- Tab